# Ференц Геґер
Ференц Геґер (угор. Héger Ferenc, нар. 1902 — пом. 1970) — угорський футболіст, що грав на позиції правого крайнього нападника. Виступав за клуб «Ференцварош», у складі якого був чемпіоном Угорщини.

## Клубна кар'єра
У складі клубу «Ференцварош» дебютував у 1919 році на позиції лівого крайнього нападника, але згодом перейшов на правий край нападу. Виступав у команді до 1926 року. У 1922 році став з командою переможцем кубка Угорщини, зігравши у обох фінальних матчах проти «Уйпешта» (2:2, 1:0). Став першим гравцем «Ференцвароша», якого замінили. Відбулось це у 1921 році у товариській грі проти польської «Краковії», коли замість нього на поле вийшов Йожеф Маткович.
Титул чемпіона Угорщини виграв у своєму останньому сезоні у клубі у 1926 році. Зіграв у 5 матчах чемпіонату і відзначився 1 голом.
У 1926—1927 роках грав у італійській команді «Альба Рома». У 1928 році повернувся до «Ференцвароша» щоб взяти участь у турне команди Єгиптом. Тоді ж у Каїрі зіграв свій останній матч у складі клубу. Загалом у складі «Ференцвароша» зіграв 185 матчів і забив 21 гол. Серед них 86 матчів і 8 голів у чемпіонаті і 9 матчів та 1 гол у кубку.

## Титули і досягнення
- Чемпіон Угорщини: 1925-26
- Срібний призер Чемпіонату Угорщини: 1918–19, 1921–22, 1923–24, 1924–25
- Володар Кубка Угорщини: 1922